# Adobe Flash Builder
Adobe Flash Builder（アドビ・フラッシュ・ビルダー）は、アドビが開発している Apache Flex の統合開発環境であり、Eclipse をベースとしている。バージョン 3.0 までは Adobe Flex Builder という名称だった。

## 概要
Adobe Flash Builder は MXML と ActionScript のコードエディタ、MXML の WYSIWYG エディタを内蔵している。デバッガやパフォーマンス解析のツールも内蔵している。
Standard, Premium, Educational の3つのエディションで提供されている。学生や雇用されていない開発者の非営利利用の場合は無償で利用できるパッケージがある。

## 歴史
| 版    | 公開日         |
| ----- | -------------- |
| 1.0   | 2004年8月24日  |
| 2.0   | 2006年6月29日  |
| 3.0   | 2008年2月25日  |
| 3.0.2 | 2008年11月17日 |

| 版    | 公開日         |
| ----- | -------------- |
| 4.0   | 2010年3月22日  |
| 4.0.1 | 2010年6月30日  |
| 4.5   | 2011年4月11日  |
| 4.6   | 2011年11月30日 |
| 4.7   | 2013年1月10日  |